# Caldas Júnior
Francisco Antônio Vieira Caldas Júnior (Neópolis, 13 de dezembro de 1868 — Porto Alegre, 9 de abril de 1913) foi um jornalista e empresário brasileiro.
Filho do magistrado Francisco Antônio Vieira Caldas e de Maria Emília Wanderley, veio com seus pais de Sergipe para Santo Antônio da Patrulha, com quatro anos, transferiu-se mais tarde para Porto Alegre.  Seu pai foi fuzilado em 1894, na Fortaleza de Santa Cruz de Anhatomirim, junto 184 outros presos políticos, antigas lideranças da Revolução Federalista em Santa Catarina.
Colaborou, como jornalista, com A Reforma e o Jornal do Commercio.  Ao sair deste último, fundou o jornal Correio do Povo, em 1 de outubro de 1895, um jornal independente politicamente. O slogan do jornal era "O jornal de maior circulação e tiragem do Rio Grande do Sul". 
Casou em primeiras núpcias com Mimosa Porto Alegre, (filha de Aquiles Porto Alegre, também jornalista,) depois com Dolores Alcaraz Caldas, que administrou o Correio do Povo depois de sua morte.
Poeta, foi também um dos fundadores da Academia Rio-Grandense de Letras. 